# Psalm 134
Psalm 134 – jeden z utworów zgromadzonych w biblijnej Księdze Psalmów, jeden z tzw. psalmów stopni. W systemie numeracji stosowanym w greckiej Septuagincie i łacińskiej Wulgacie psalm ten jest psalmem 133.
Psalm ten identyfikuje się również często przez łaciński incipit Ecce nunc benedicite Domino (wersja Wulgaty; w Nowej Wulgacie Ecce benedicite Dominum).

## Tekst psalmu i jego interpretacja
Ten bardzo krótki psalm zaliczany jest do grupy nazywanej „pieśniami stopni”, za tekstem hebrajskim (hebr. ‏שִׁ֗יר הַֽמַּ֫עֲלֹ֥ות‎). Psalmy te na pewno były wykonywane w świątyni, towarzyszyły rytom. Biblia Jerozolimska klasyfikuje go jako wezwanie do dialogu liturgicznego między kapłanami a ludem, zapewne pielgrzymami, być może podczas nocnej ceremonii rozpoczynającej Święto Namiotów. Biblia Tysiąclecia uznaje go za pieśń hymnodyczną połączoną z błogosławieństwem kapłańskim.
W Psalmie 134 aż pięciokrotnie wymienione zostaje imię Jahwe (hebr. ‏יְהוָֹה‎; w. 1, 2 i 3).
Septuaginta ma w wersecie pierwszym dodatkowo: „na dziedzińcu domu waszego Boga”.
Redaktorzy wydań umieścili przed psalmem nagłówki sugerujące interpretację tekstu Na święto nocne (Biblia Jerozolimska), Modlitwa w świątyni (Biblia Tysiąclecia), Śpiew lewitów (Biblia poznańska).
Podmiot wzywa zgromadzonych, nazywając ich „sługami Jahwe” (hebr. ‏עַבְדֵי יְהוָה‎), do wielbienia. Wezwanie jest powtarzane (w. 1–2). Werset końcowy jest wyrazem błogosławieństwa. Wymieniony zostaje Syjon (hebr. ‏צִיּוֹן‎) jako miejsce Bożego przebywania. Jahwe zostaje określony jako „stwórca nieba i ziemi” (hebr. ‏שָׁמַיִם וָאָרֶץ‎).

## Użycie w liturgii chrześcijańskiej
W rzymskiej liturgii godzin zreformowanej po soborze watykańskim II Psalm 134 odmawiany jest jako drugi psalm Komplety po I nieszporach niedziel i uroczystości. Poprzedza go Psalm 4. W nagłówku redaktorzy zasugerowali interpretację: „Wieczorna modlitwa w świątyni”. Jako krótki komentarz zacytowana została Apokalipsa 19,5, wezwanie stanowiące część liturgii niebiańskiej. Psalm posiada własną antyfonę: „Wśród nocy błogosławcie Pana”.